# Церковь Богоматери Фатимской (Люблин)
Церковь Богоматери Фатимской (пол. Kościoł Matki Bożej Fatimskiej ) — церковь католической архиепархии Люблина в Польше. Храм расположен на улице Тувима в Люблине. Построен по проекту архитектора Януша Гонгала. 

## История
На месте современного храма стояла деревянная церковь Святейшего Сердца Иисуса. Из-за роста числа прихожан в 1982 году приход принял решение о строительстве нового храма. По благословению епископа Болеслава Пилака куратором проекта был назначен священник Эдуард Козыра. Весной 1983 года под возведение храма был оформлен участок земли. Тогда же было принято решение освятить новую церковь в честь Богоматери Фатимской. 
4 мая 1983 года была поставлена временная часовня; 17 мая — основан пастырский центр, а 5 июня в часовне состоялось первое богослужение с чином освящения места под строительство новой церкви. Строительные работы начались 9 марта 1984 года с закладки фундамента приходского дома. В июне — июле 1985 года был заложен фундамент церкви. 21 декабря того же года епископ Болеслав Пилак издал декрет об основании прихода Богоматери Фатимской. 12 октября 1986 года епископ во время посещения прихода освятил краеугольный камень будущего храма, который привезли с могилы апостола Петра в Риме. 8 июня 1989 года из Фатимы с места явлений Пресвятой Богородицы в церковь передали статую Богоматери Фатимской. В августе 1991 года приход снова посетил епископ.
Строительные работы  по проекту архитектора Януша Гонгалы длились с 1985 по 1992 год. В это же время рядом с кирпичным храмом был построен приходской дом. 17 мая 1992 года храм был освящён архиепископом Болеславом Пилаком. В 1999 — 2000 году у входа в церковь построили колокольню, на которой установили три колокола. В том же году в храме был оборудован орган мастером Павлом Зияей из Хмельника. Инструмент привезли в Люблин из Кобленца в Германии.